# Anton Hickel

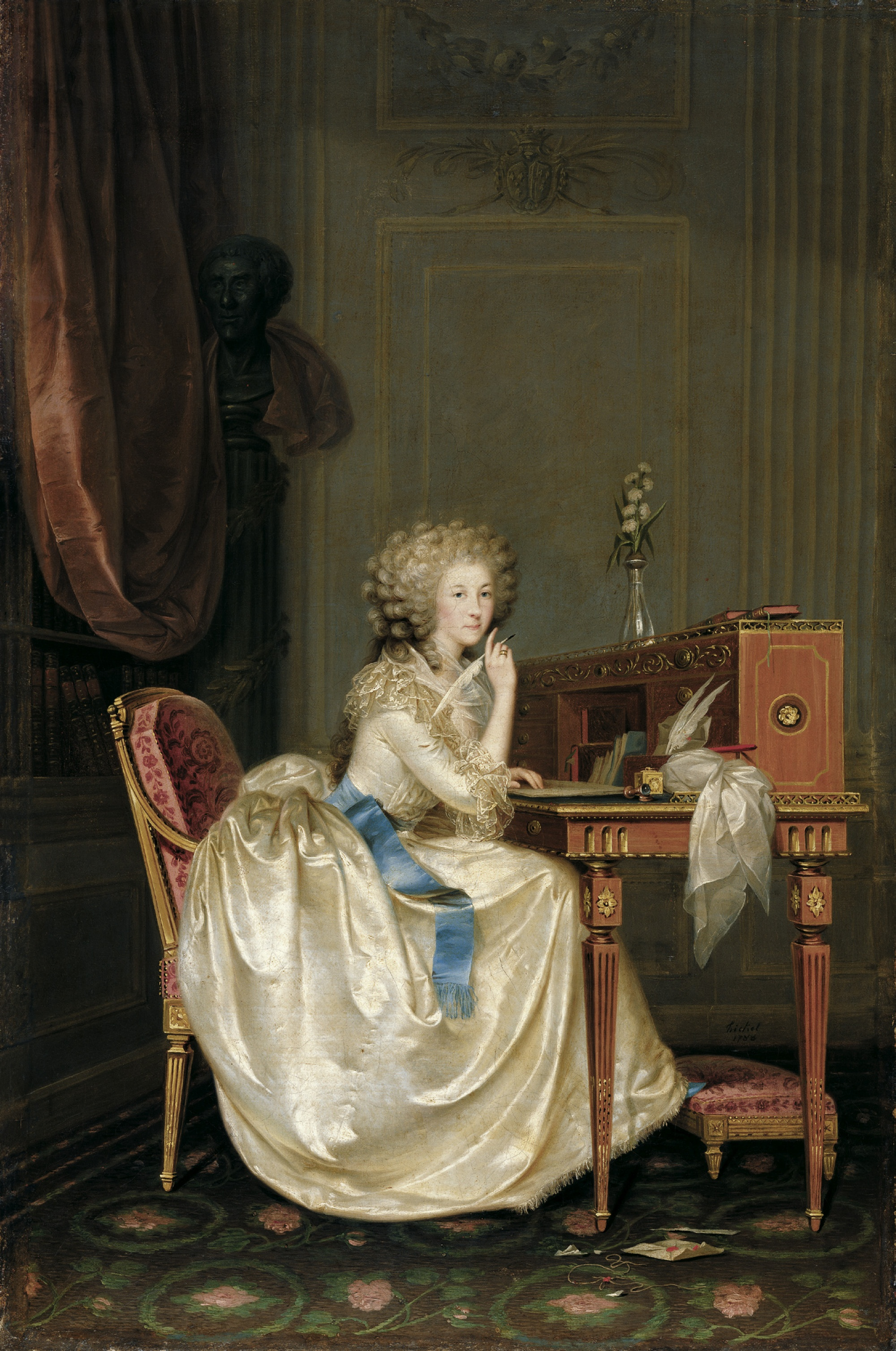
Porträt der Prinzessin de Lamballe (Hausdame Marie-Antoinettes), 1788, Liechtenstein Museum, Wien

Karl Anton Hickel (* 1745 in Böhmisch-Leipa; † 30. Oktober 1798 in Hamburg) war ein deutsch-böhmischer Maler.

## Leben
Hickel wurde in Böhmisch-Leipa geboren und studierte an der Akademie in Wien. Ab 1779 unternahm der Maler Studienreisen durch ganz Europa. In München hielt er sich längere Zeit auf und porträtierte den Kurfürsten Carl Theodor. Er reiste auch nach Süddeutschland und in die Schweiz, anschließend nach Mannheim und Mainz. Er wurde Hofmaler Kaiser Josephs II. 1786 malte er auch dessen Schwester Marie-Antoinette. Er verstarb in Hamburg.

## Werke (Auswahl)
Werke von der Hand des Anton Hickel befinden sich u. a. im Historischen Museum in Bern, im Schloss Oberhofen in Oberhofen am Thunersee und im Schloss Jegenstorf (beide Schlösser im Kanton Bern).
- Princesse de Lamballe (1788), Wien, Liechtenstein Museum[1]
- House of Commons (1793/95)[2]
- Verlobung bei Kerzenlicht (um 1790/1798), Wien, Belvedere[3]